# Cách-lỗ phái
Gelugpa (tiếng Trung Quốc: 格魯派, Hán Việt: Cách-lỗ-phái, bo. gelugpa དགེ་ལུགས་པ་), nguyên nghĩa "tông của những hiền nhân", cũng được gọi là Phái mũ vàng vì các vị tăng phái này mang mũ màu vàng, là một trong bốn tông tại Tây Tạng do Tsongkhapa thành lập. Tông này đặc biệt nhấn mạnh đến Luật tạng (sa., pi. vinaya) và nghiên cứu kinh điển. Căn bản của cách tu tập trong tông này là những bộ luận Bồ-đề đạo thứ đệ (bo. lam rim ལམ་རིམ་) và những tác phẩm nói về học thuyết của các trường phái. Kể từ thế kỉ thứ 17 tông này có trách nhiệm chính trị tại Tây Tạng, với sự có mặt của Đạt-lại Lạt-ma, được xem là người lãnh đạo chính trị và tinh thần của nước này.
Giáo pháp của phái Cách-lỗ dựa trên các bộ luận của Tsongkhapa và hai vị đại đệ tử là Gyaltsab Je (賈曹杰, 1364-1432) và Khedrup Je (克主杰, 1385-1438). Sau một cuộc gặp Văn-thù-sư-lợi trong lúc nhập định, Sư biên soạn một bộ sách về giáo lý Trung quán (sa. madhyamaka) có ảnh hưởng trực tiếp đến tông Gelug. Trong những tập sách giảng giải về các phương pháp thiền quán, Tông-khách-ba chỉ rất rõ phương tiện để hành giả có thể đạt được tri kiến Trung quán đó. Những tập sách này thường bắt đầu bằng những lời về sự không toàn diện của Luân hồi và cách phát triển Bồ-đề tâm. Sau đó là phần khai thị để chứng được tính Không.
Phép tu thật sự nằm ở chỗ làm sao đạt được Định. Sư hướng dẫn rất rõ trong các tác phẩm của mình, hành giả phải phối hợp cân đối giữa Chỉ (sa. śamatha) và Quán (sa. vipaśyanā) thế nào để đạt được mục đích này. Song song với cách tu luyện này, giáo pháp Tantra cũng được xem là phương pháp đặc biệt để đạt sự phối hợp cân đối đó.